# Jan Ekels de Oude

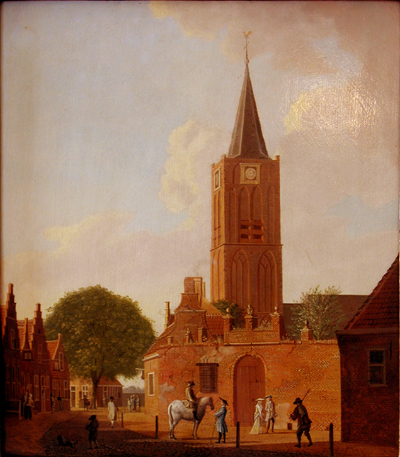
Beverwijk: zicht op de Peperstraat vanuit de Koningstraat met de Wijker Toren.

Jan Ekels de Oude, ook genoemd Jan Ekels I (Amsterdam, 21 november 1724 - aldaar, begraven op 28 februari 1780) was een Nederlands kunstschilder. Hij werd geboren op de Oude Bierkaay in Amsterdam. Zijn vader dreef een verfwinkel. Hij ging in de leer bij de landschapsschilder Dirk Dalens III. 
Hij trouwde in 1756 met Maria Abt en liet zijn kinderen dopen in de Mozes en Aäronkerk en in een schuilkerk in de Kalverstraat. Op 28-jarige leeftijd raakte hij verlamd. Als gevolg hiervan kon hij alleen nog lichte werkzaamheden verrichten.
Jan Wagenaar vermeldt dat Jan Ekels in opleiding was bij Jan ten Compe.
In zijn werk zijn invloeden te herkennen van Jan van der Heyden. 
Jan Ekels kon met zijn veduta’s van Amsterdam en Maastricht niet in zijn levensonderhoud voorzien; hij verdiende meer als restaurateur van schilderijen. Jan Eekels konstschilder in de Kerkstraat over de Amstelkerk werd begraven in de Nieuwe Zijds Kapel.
Slechts één leerling van Ekels is bekend, zijn zoon Jan Ekels de Jonge.
- Biografisch Portaal: 10720808
- Digitale Bibliotheek voor de Nederlandse Letteren: ekel002
- International Standard Name Identifier: 0000 0004 4710 1933
- National Gallery of Victoria: 26705
- Nederlandse Thesaurus van Auteursnamen: 126890307
- RKD-Nederlands Instituut voor Kunstgeschiedenis: 25875
- Union List of Artist Names: 500014884
- Virtual International Authority File: 95772245
- WorldCat: E39PBJpV6grbcYKRHK6QbbK68C